# Epilobium leptophyllum
Epilobium leptophyllum là một loài thực vật có hoa trong họ Anh thảo chiều. Loài này được Raf. mô tả khoa học đầu tiên năm 1814.

## Hình ảnh

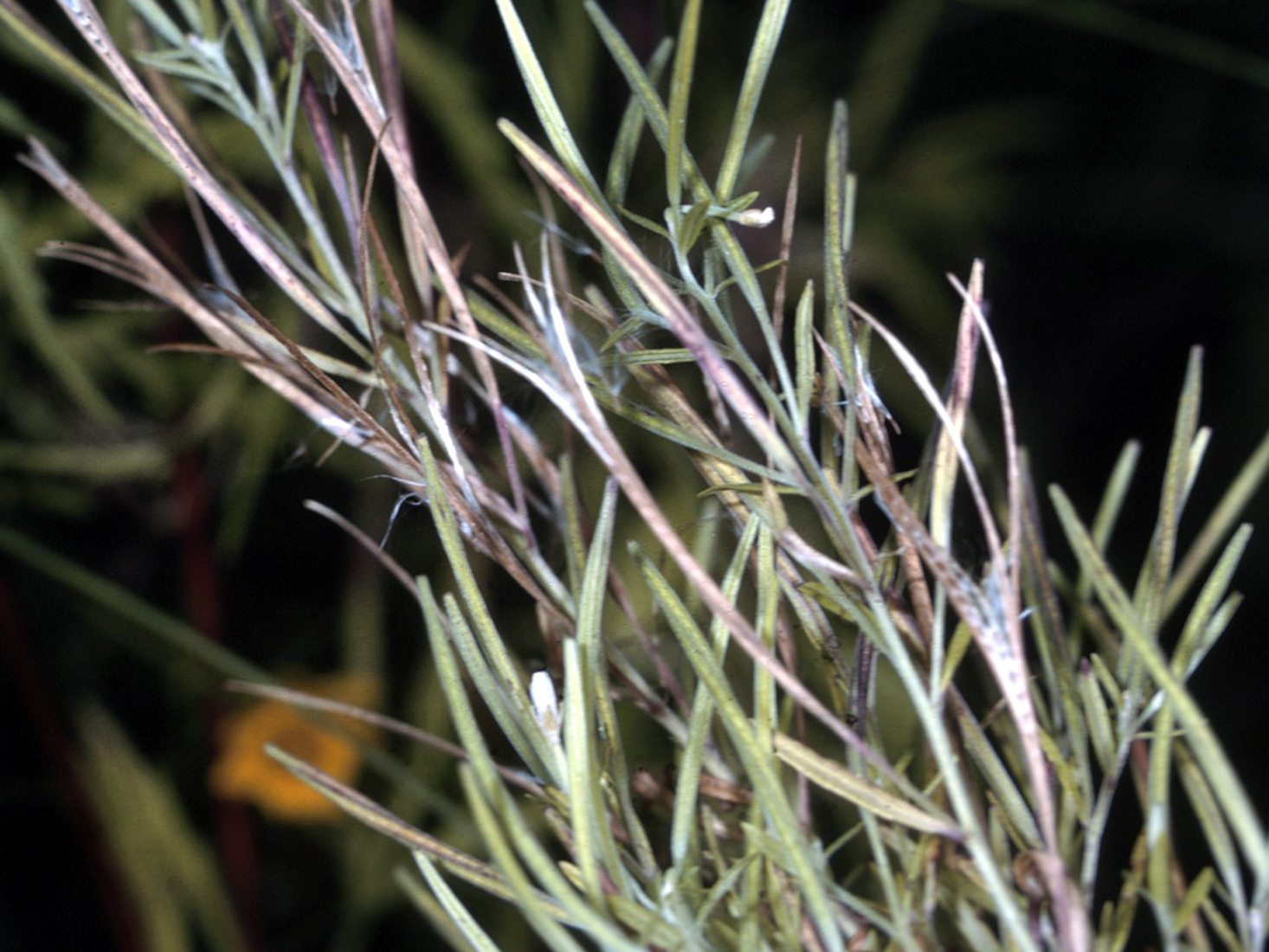